# گئورگ فرایتاگ

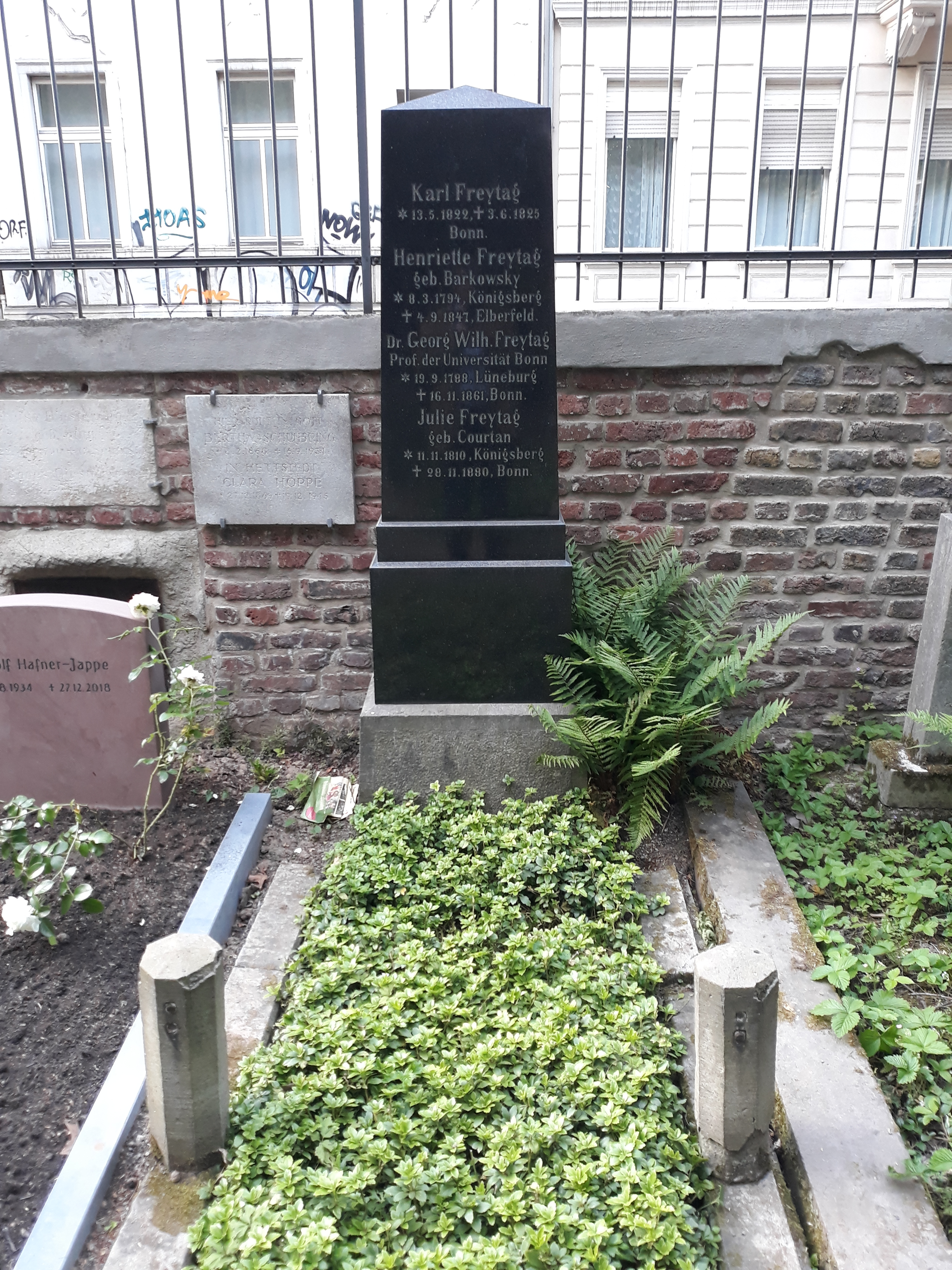
آرامگاه گئورگ ویلهلم فریدریش فرایتاگ در گورستان قدیمی بن

گئورگ ویلهلم فریدریش فرایتاگ (به آلمانی: Georg Wilhelm Friedrich Freytag) (زادهٔ ۱۹ سپتامبر ۱۷۸۸ – درگذشتهٔ ۱۶ نوامبر ۱۸۶۱) لغت‌شناس آلمانی است. او در شهر لونبورگ زاده شد و در زمینه‌های لغت‌شناسی و الهیات در دانشگاه گوتینگن تحصیل کرد.

## پیش‌زمینه
بین سال‌های ۱۸۱۱ تا ۱۸۱۳ او به عنوان مدرس الهیات به‌کار پرداخت. برای سال بعد او سمت دستیار کتابدار را در کونیگسبرگ پذیرفت و از سال ۱۸۱۵ در سمت متصدی امور مذهبی در ارتش پروس به کار پرداخت و در این مقام از پاریس دیدن کرد. در زمان گفتگوها پیرامون پیمان پاریس ۱۸۱۵ پس از شکست ناپلئون، گئورگ فرایتاگ از سمت خود در ارتش پروس استعفا داد و به ادامهٔ پژوهش‌های خود پیرامون زبان‌های عربی، فارسی و ترکی بازگشت.
او زیر نظر سیلوستر دوساسی خاورشناس فرانسوی، به انجام تحقیقات در مورد زبان‌های عربی، فارسی و ترکی مشغول شد و در سال ۱۸۱۹ به مقام استادی زبان‌های شرقی در دانشگاه بن رسید.

## نوشته‌های منتشر شده
او بخش‌هایی از کتاب معجم‌البلدان یاقوت حموی را به زبان لاتین ترجمه کرده‌است.
Selecta ex Historia Halebi، ۱۸۱۹ ؛ منتخبی از تاریخ ابن العدیم در حلب.
Hamasae Carmina cum Tebrisii scholiis integris اثر ابو تمام، ۱۸۲۸–۱۸۵۲-چاپ آهنگ‌های عربی (۲ جلد).
Darstellung der arabischen Verskunst، ۱۸۳۰ - رساله‌ای در ترجمهٔ عربی.
Kurzgefasste Grammatik der hebräischen Sprache، ۱۸۳۵ - مجموعه‌ای از دستور زبان عبری.
Arabum; vocalibus instruxit , latine vertit، ۱۸۳۸–۱۸۴۳-ضرب‌المثل‌های عربی (۳ جلد). (ترجمه، اصلی توسط میدانی، که در ۱۱۲۴ درگذشته است(Translation, original by Meidani, who died 1124)
Einleitung in das Studium der arabischen Sprache، ۱۸۶۱ - مقدمه‌ای بر مطالعهٔ زبان عربی.
More about this source text